# Сет Макфарлан
Сет Вудбери Макфарлан (енгл. Seth Woodbury MacFarlane; Кент, 26. октобар 1973) је амерички глумац, аниматор, комичар, писац, продуцент, режисер, певач и композитор. Он је аутор ТВ серије Породични човек (1999—2003, 2005—данас) и коаутор серија Амерички тата (2005—данас) и Шоу Кливленда (2009—2013). Такође позајмљује гласове различитим ликовима у серијама.
Одрастао је у Кенту (САД) и дипломирао је анимацију на колеџу “Роуд Ајленд”. Ангажован у Холивуду током филмског фестивала од стране развојног директора Елен Кокрил и председника Фреда Сајберта, радио је као аниматор и писац за продуцентску кућу Хана и Барбера на неколико ТВ емисија као што су Џони Браво, Крава и пиле, Декстерова Лабораторија, Ја сам Ласица и Лари и Стив.
Као глумац, појављивао се као гост у серијама као што су Гилморове, Рат код куће и Сећање на будућност. Макфарланова интересовања за научну фантастику и фантазију одвела су га до кратких и гостујућих улога у филмовима Звездане стазе: Ентерпрајз и Хелбој II. Године 2008. креирао је сопствену Јутјуб серију под називом Кавалкада цртане комедије Сета Макфарлана. Као певач је имао неколико концерата у Карнеги холу и Ројал Алберт холу. Добитник је неколико награда за серију Породични човек, укључујући две награде Еми за ударне термине и награду Ени. Године 2009. добио је награду Веби за филмску и видео особу године. Повремено предаје на универзитетима и колеџима широм САД, и подржава права хомосексуалаца.
Његов први дугометражњи филм је Меда, у којем глуми Марк Волберг као одрасла особа, која је, као дете, пожелела да његов плишани меда оживи. Макфарлан је позајмио глас меди. Премијера филма је била 29. јуна 2012, и постао је филм са највећом зарадом у категорији комедија за одрасле свих времена. У септембру 2011. Сет је издао свој први албум Music Is Better Than Words. Такође у 2011 почео је са оживљавањем серије Породица Кременко на Фокс телевизији. Прва епизода емитована је у САД 2013, али је продукција неодређено каснила због Макфарланове заузетости обавезама.
Био је извршни продуцент документарне серије Космос: Просторно–временска одисеја, као наставак серије Космос: Лично путовање. Нова серија је приказана у марту 2014, а водитељ је Нил Деграс Тајсон. Макфарлан је финансијски помогао серију. Поред тога што је био један од извршних продуцената, позајмио је и гласове ликовима у анимиранм делу серије.

## Детињство, младост и образовање
Сет Мекфарлин је рођен у Кенту. Његови родитељи, Ен Пери (1947-200) и Роналд Милтон Мекфралин (1946), су рођени у Њуберипорту (САД). Његова сестра је глумица Рејчел Мекфарлин (1976). Он је енглеског, шкотског и ирског порекла, са коренима у Новој Енглеској који датирају из 1600-их. Сетови родитељи су се упознали 1970, када су обоје живели и радили у Бостону, и венчали су се годину дана касније. Родитељи су се преселили у Кенту 1972, где је Ен почела да ради у студенсткој служби у интернату “South Kent School”. Касније је радила на колеџу “Kent School”, где је Роланд био професор. Током свог одрастања, Сет је развио интересовање за илустрацију и почео је да црта ликове Породице Краменка и Пере детлића већ са две године. Уметници који су оставили утицај на његово детињство су Вуди Ален, Џеки Глисон, Мел Брукс и аутори Монти Пајтона. У својој петој години, Сет је желео да буде аниматор када је направио кинеограф који су пронашли његови родитељи. Четири година касније, када му је било девет година, Сет је почео да обајвљује стрип под називом Walter Crouton за локалне новине “The Kent Good Times Dispatch” у Кенту које су му плаћале пет долара недељно.
Сет је матурирао 1991. Док је похађао средњу школу, наставио је да се бави анимацијом, а родитељи су му поклонили 8мм камеру. Студирао је филм, видео и анимацију на колеџу “Rhode Island School of Design”. Као студент је намеравао да ради за Дизни, али је променио мишљење након дипломирања. На колеџу Сет је направио серију незавнисних филмова када је упознао будућег члана Породичног човека Мајка Хенрија, чији је брат Патрик био Сетов колега. Током студија Сет је изводио стенд-ап комедију. На последњој години студија, Сет је написао семинарски рад под називом The Life of Larry који је на крају постао инспирација за филм Породични човек. Сетов професор је филм предложио студију за анимацију Хана и Барбера, где је касније и запослен.

## Каријера

### Телевизијска каријера

#### Хана и Брабера
После колеџа, Сет се запослио у студију Хана и Барбера на основу писања садржаја Ларијев живот, више него због способности цртања. Био је један од ретких људи који је запослен због писања. Радио је као аниматор и писац за серију Cartoon Cartoons ТВ куће КН. Описао је атмосферу у Хана и Барбера као налик на “старомодни Холивуд, где се крећете са једног шоуа на други и скачете са једног сценарија на други сториборд”. Сет је радио на четири телевизијске серије током рада у студију: Декстерова Лабораторија, Крава и пиле, Ја сам Ласица и Џони Браво. Радећи као писац и сториборд уметник, Сет је највише времена провео на Џони Браво серији. Открио је да је лакше развити сопствени стил писања сценарија за Џони Браво, него за серије Декстерова лабораторија, Крава и пиле и Ја сам Ласица. Као члан Џони Браво тима, Сет је упознао глумце као што су Адам Вест и Џек Шелдон, који су касније постали значајни за продукцију и успех серије Породични човек.
Такође је радио хонорарни посао као сценариста за серију  Младунци џунгле за Дизни и Ејс Вантура: Детектив за кућне љубимце за Нелвана анимирани стидио. Током строгог  надзора писања делова сценарија као што су напредак приче, учешће ликова и сврха приче, Сет је открио да је посао за Дизни, са гледишта писања, веома вредан у припреми његове каријере (нарочито Ејс Вантура). Сет је такође аутор и сценариста анимиране серије Zoomates. 1996, Сет је покренуо наставак серије Ларијев живот под називом Лари и Стив, који карактерише средовечни лик под именом Лари и интелигентни пас, Стив. Серија је приказана на КН телевизији. Руководиоци Фокс телевизије су видели значај серије и ускоро су почели преговори за приказ серије у ударним терминима.